# Radithor

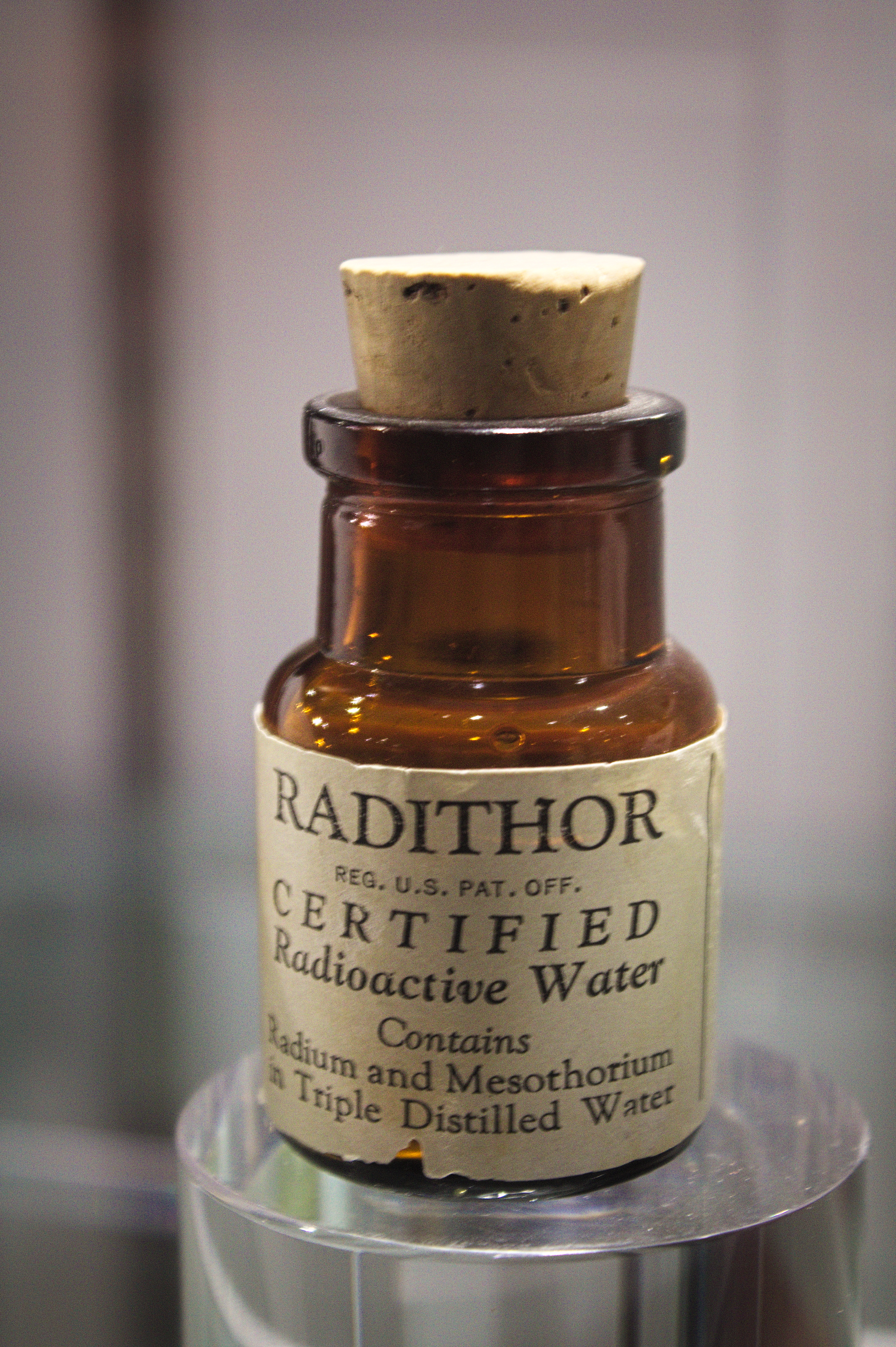
Una bottiglia di Radithor al National Museum of Nuclear Science & History in Nuovo Messico.

Radithor fu una specialità medicinale realizzata negli anni venti del Novecento dal Bailey Radium Laboratories nel New Jersey, consigliata inizialmente per la cura della dispepsia, dell'impotenza e di altre 150 malattie endocrinologiche, che però nel giro di pochi anni si rivelò dannosa e fatale a molti pazienti.
Il preparato, definito come "moderna arma di scienza curativa" ma basato su convincimenti errati e non su osservazioni scientifiche qualificate, causava i tipici danni da esposizione radiologica. Inoltre rendeva le ossa e gli organi altamente radioattivi. Consisteva di acqua distillata a cui veniva aggiunto un microcurie di radio 226 e di radio 228.
La diffusione di pasticche, pozioni e creme radioattive risale ai primi anni del Novecento e può essere collegata alla medicina fisica dell'Ottocento, ma anche agli interventi del fisiologo tedesco Georg Wendt che riferivano di effetti benefici ottenuti sui topi grazie dall'esposizione al radio. Anche in Italia, nei suddetti periodi, si annoveravano campagne pubblicitarie e vendite di prodotti naturalmente o artificialmente radioattivi, su scala minore, e senza la ricaduta legale che subì il Radithor. Molto nota quella di famose acque minerali.
Grazie ad una riuscita campagna pubblicitaria, il Radithor fu venduto in 400.000 flaconi nel periodo che va dal 1925 al 1930, e tra i consumatori vi era il sindaco di New York James "Jimmy" Walker e il noto magnate e golfista Eben Byers, la cui malattia e la conseguente morte per avvelenamento da radio allertò l'opinione pubblica sulle caratteristiche del Radithor.
In quegli anni la Food and Drug Administration (FDA) non era in grado di promuovere azioni legali contro case produttrici di farmaci, quindi fu la Federal Trade Commission, nel 1928, ad impegnarsi in uno studio sulle proprietà terapeutiche del prodotto ed il 5 febbraio del 1930 l'azienda venne imputata di propagandare sia la non pericolosità del prodotto ed anche una efficacia ingannevole.
Il 19 dicembre del 1931 una commissione di inchiesta intimò l'azienda ad interrompere la vendita del prodotto. La FDA ne approfittò per richiedere maggiori poteri e sia in Europa sia in America si invocarono leggi per il controllo del radio.